# List of Prokaryotic names with Standing in Nomenclature
Die List of Prokaryotic names with Standing in Nomenclature (LPSN) ist eine Online-Datenbank, in der Informationen zur Benennung und Taxonomie von Prokaryoten gemäß den Taxonomieanforderungen und -bestimmungen des Internationalen Codes für die Nomenklatur von Prokaryoten
(“International Code of Nomenclature of Prokaryotes”, ICNP, früher auch als “International Code of Nomenclature of Bacteria” oder „Bakteriologischer Code“) geführt werden. Der Name der Datenbank bedeutet in etwa „Liste der prokaryotischen Namen mit ihrem Stand in der Nomenklatur.“
Die Datenbank wurde von 1997 bis Juni 2013 von Jean P. Euzéby und ab Juli 2013 von Aidan C. Parte kuratiert. Die Prokaryotentaxonomie (die Taxonomie von Archaeen und Bakterien) wird durch die Zeitschrift International Journal of Systematic and Evolutionary Microbiology (IJSB/IJSEM) aktualisiert.
Die Datenbank wurde 2019 von der Deutschen Sammlung von Mikroorganismen und Zellkulturen (DSMZ) erworben und im Februar 2020 neu gestartet, wobei ein neues technisches System für die Datenbank verwendet wurde. Zuvor hatte die DSMZ seit 1993 eine der LPSN ähnlichen Datenbank mit dem Namen “Prokaryotic Nomenclature Up-to-date” (PNU, „Prokaryotische Nomenklatur auf dem aktuellen Stand“) betrieben. Somit wurde entschieden, die beiden Datenbanken zu einem neuen Webangebot zusammenzuführen und dabei das Akronym LPSN weiterzuführen, wegen dessen Bekanntheit in der wissenschaftlichen Gemeinschaft.
Kriterium für Aufnahme eines Taxons in die LPSN-Datenbank sind eine wissenschaftliche Veröffentlichung, möglichst nach den Regeln ICNP. Die LPSN führt aber auch nach ICNP nicht gültig veröffentlichte Bezeichnungen (in Anführungszeichen), sowie Kandidatentaxa als Candidatus. Zu den Informationen, die in der Datenbank für ein bestimmtes Taxon, z. B. eine Art, abrufbar sind, gehört unter anderem die Etymologie des wissenschaftlichen Namens, ob er nach den Regeln des ICNP der korrekte Name ist oder ob es sich um ein Synonym handelt. Die Verlinkung zu den Artikeln der Erstbeschreibung oder erweiterten Beschreibung des Taxons erfolgt per Digital Object Identifier (DOI).